# Жан I де Форе

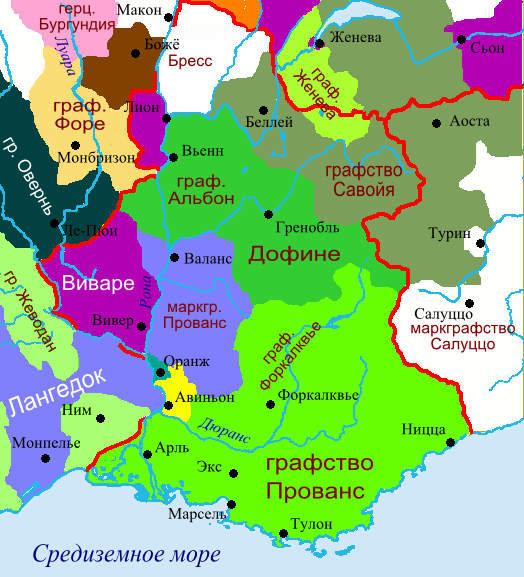
Графство Форе на карте Бургундии 13 в.

Жан I (фр. Jean I de Forez; 1275 — 3 июля 1334) — граф Форе с 1278 года. Сын Гига VI де Форе и Жанны де Монфор.
Когда умер отец (1278), Жан I был ещё ребёнком. Находился под опекой матери и Ги де Леви, маршала Альбижуа.
В 1290 году объявлен совершеннолетним. В том же году купил Сен-Бонет-ле-Куро и Фонтане, в 1292 году — часть сеньории Роанн.
В 1296 году (26 марта) женился на Аликс де Вьеннуа (ум. 14 ноября 1309), дочери Умберта, дофина Вьеннского, получив в приданое земли на правом берегу Роны — Бург-Аржанталь, Фаи, Маллеваль, Сен-Фереоль и Шоффур. По этим сеньориям был выссалом дофинов вьеннских и, соответственно, германских императоров.
В 1302 году путём обмена приобрёл баронию Тьер, за которую отдал Сен-Морис, Шателю, Бюсси и свою половину Сен-Жермен-Лаваля.
Был преданным сторонником Филиппа Красивого и много времени проводил при королевском дворе. Имел в Париже свой отель.
Участвовал в переговорах по присоединению к Франции Лиона (1307—1312).
Овдовев, женился на Элеоноре Савойской (1279—1324), дочери графа Амедея V (был её третьим мужем). Вместе с тестем в 1311 году сопровождал императора Генриха VII в итальянском походе.
Во второй половине своего правления приобрёл Панисьер (1308), Сен-Жорж-ан-Кузан (1316), Вандранж (1324), Марло (1325).
Умер 3 июля 1334 года, похоронен в Монбризоне.

## Семья
От первой жены у Жана было четверо детей:
- Жанна, муж — Эймар, сеньор де Руссильон
- Гиг VII (19 апреля 1299 — 23 июня 1358), граф Форе.
- Рено (ум. 1369/1370), канонник в Лионе, Вьенне, Валансе и Байо, в 1324 сложил духовный сан. Сеньор де Маллеваль, де Рошерлен и де Сен-Жермен Лаваль. В 1362—1367 регент графства Форе.
- Жан, канонник в Париже.

Также известно трое незаконнорождённых детей.